# Wallenstam

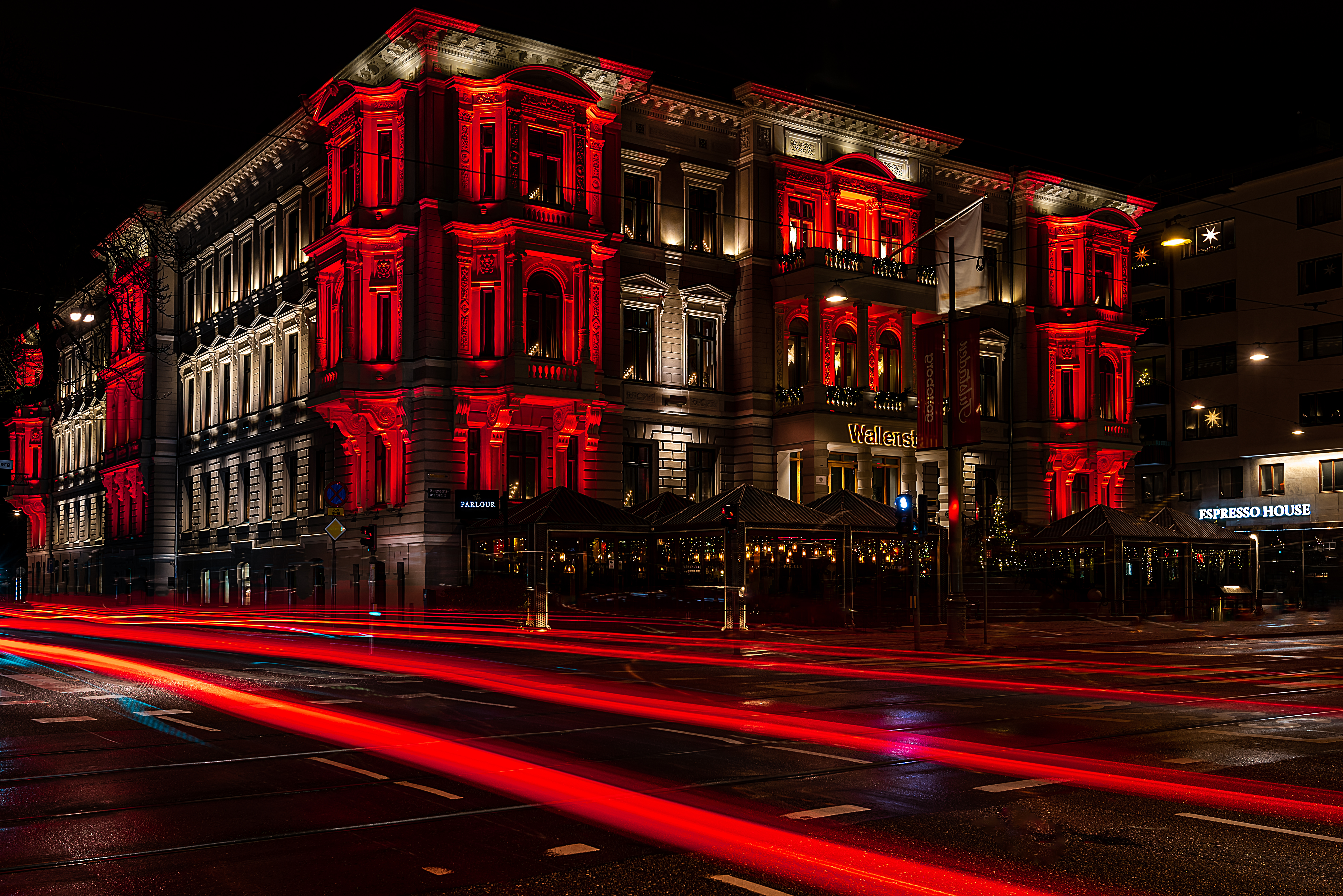
Wallenstams huvudkontor i Göteborg

Wallenstam AB är ett svenskt fastighetsbolag med huvudkontor i Göteborg och med cirka 300 bostads- och kommersiella fastigheter i områdena Göteborg, Stockholm och Uppsala. 
Företaget grundades under namnet Olsson & Wallenstam Byggnadsfirma 1944 av Lennart Wallenstam och Karl Olsson. Wallenstams första produktion var fyra tvåfamiljsvillor 1945 vid Slottsskogsgatan i stadsdelen Kungsladugård i Göteborg.
Myran som logotyp kom till i slutet av 1950-talet, och togs fram av reklammännen Jonny Andersson och Jack Fredriksson på RKAB (Reklamkonsultation AB).
Wallenstams B-aktier finns noterade på Stockholmsbörsen sedan 1984.
I Göteborg är Wallenstam med i BoStad2021 som drivs av Göteborgs stad i samarbete med byggherrar. Projektet introducerades 2014 och går ut på att bygga 7000 bostäder utöver ordinarie produktion fram till 2021.